# Bohuslav Balbín
Bohuslav Balbín z Vorličné (latinsky Bohuslav Balbinus; 3. prosince 1621 Hradec Králové – 29. listopadu 1688 Praha) byl český literát, historik, hagiograf a pedagog. Jako kněz, člen jezuitského řádu se účastnil rekatolizace, jako vlastenec se ve své době řadil mezi obhájce českého jazyka. Patří mezi nejvýznamnější osobnosti českého baroka.

## Mládí a rodový původ
Bohuslav Ludvík Balbín přišel na svět v nepříliš bohaté, kdysi erbovní, královéhradecké měšťanské rodině jako potomek rytířského rodu Balbínů z Vorličné, doložené v 15. století. Původně se nazývali Škvornicové, pak přibrali jméno Balbinus a po nabytí titulu z Vorličné dle usedlosti u Hradce Králové vzniklo pojmenování Balbínové z Vorličné.
Narodil se v tzv. Vodičkovském domě, který později patřil do komplexu jezuitských kolejí, dnes tvoří část Nového Adalbertina. Dům prodala jezuitům 18. června 1636 Bohuslavova matka Zuzana, rozená Vodičková.
Roku 1622 jeho otec Lukáš Škvornic náhle zemřel. Matku se sedmi dětmi podporoval nejprve Mikuláš ze Schonfeldtu.
Později byl Bohuslav vychováván rodinným přítelem Otou z Oppersdorfu na zámku Častolovice, kam se s matkou přestěhovali. Zajímavostí je, že hocha při křtu držel v rukou Albrecht z Valdštejna, který rovněž mohl být jeho kmotrem. Jako chlapec byl Balbín několikrát vážně nemocen a matka ho (ve strachu) zaslíbila staroboleslavské Bohorodičce. Bohuslav se uzdravil a nakonec přežil všech šest starších sourozenců. Zajisté i tato okolnost formovala jeho povahu, pevnou víru a úctu ke světcům. Jeho uzdravení bylo pokládáno za zázračné.
V dětství projevoval zájem o četbu a historii. Dle pramenů se naučil brzy číst, v sedmi letech měl údajně třikrát přečtenou Hájkovu Kroniku českou, kterou si velmi oblíbil. Vyrůstal v pobělohorském katolickém prostředí, v roce 1631 začal studium u benediktinů v Broumovském klášteře. Po roce přešel na jezuitskou kolej v Jičíně a v patnácti letech vstoupil do řad Tovaryšstva Ježíšova.

### Předci
Bohuslav Balbín je v dnešní době pravděpodobně nejznámějším ze svého rodu, avšak i jeho předkové patřili mezi osobnosti českého království.
Prapraděd Jan, bakalář svobodných umění, byl humanistický básník, jehož tvorba byla otištěna ve Veleslavínově kalendáři historickém. Později se stal městským písařem a sekretářem apelačního soudu pro latinské i české expedice. Stal se zakladatelem pražské větve Balbínů. Roku 1553 byl Jan spolu s bratrem Filipem povýšen do stavu vladyckého. Roku 1556 se Jan stal příslušníkem stavu vladyckého dědičně.
Janův bratr Filip založil královéhradeckou větev Balbínů z Vorličné. Byl malířem a vytvořil malby v hradeckém kancionálu. Zastával i úřad hradeckého primátora.
Balbínův pradědeček Jiří působil ve funkci primátora a královéhradeckého královského rychtáře. Roku 1584 byl dědičně povýšen do stavu rytířského, o rok později je doložen jako dárce příspěvku na graduál, v němž se nachází i jeho podobizna.

Otec Bohuslava Balbína Lukáš Škvornic Balbín z Vorličné na Petrovicích byl správcem pardubického panství. V letech 1618 a 1619 úspěšně ubránil pardubický zámek proti povstalým stavům. Jeho bratr Jiří padl roku 1619, když bojoval na straně císaře proti Matyáši Thurnovi.

## Studium
Bohuslav Balbín studoval v Broumově, Jičíně, Praze, Olomouci, Brně a Kladsku. Zde studoval klasické jazyky, literaturu a filosofii, prohloubil se jeho vztah k českým dějinám a vlasti. Při studiu v Olomouci byl Balbín ovlivněn páterem Mikulášem Leczyckým, jehož životopis později napsal. O prázdninách pobýval hlavně v Častolovicích, kde doprovázel Otu z Oppersdorfu při loveckých vycházkách a osvojil si tak smysl pro krásy přírody.
Církevní dráhu započal Bohuslav Balbín v patnácti letech, kdy se stal novicem brněnské koleje. O dva roky později složil první řeholní sliby v Tovaryšstvu Ježíšovu.[zdroj?]
V osmnácti letech začal studovat filosofii na pražské jezuitské koleji Klementinu. Studoval v napjaté době. Roku 1639 zažil drancování Čech švédskou armádou. Po dosažení bakalářského titulu učil na gymnáziu u sv. Klimenta, aby poté, dle pravidel řádu, mohl pokračovat ve studiu teologie.[zdroj?]
Když Švédové roku 1642 plenili Moravu, Balbín obhajoval doktorát. V témže roce provázel po Čechách španělského církevního pedagoga Rodriga de Arriagu. Šest let poté se zúčastnil obrany Prahy. Když hrozil útok švédských vojsk, přihlásil se Balbín ihned do akademického praporu a pod vedením svého profesora, jezuity Jiřího Plachého, udatně hájil Karlův most. Ve studentském praporu bojoval také malíř Karel Škréta a lékař Jan Marek Marků. Při obraně Staroměstské mostecké věže byl Bohuslav Balbín zraněn.

## Literární, pedagogická a misionářská činnost

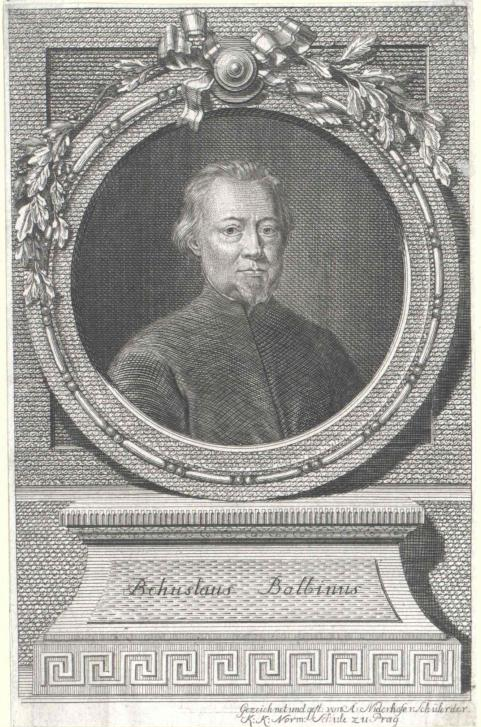
Bohuslav Balbín, rytina

Roku 1646 o korunovaci Ferdinanda IV. vydal Balbín svůj první spisek Legatio Apollinis coelestis ad universitatem Pragensem etc. Nejednalo se však ještě o dějepisnou práci, ale o veršované dílo v duchu soudobého humanismu. Balbín sice zprvu psal latinské básně a i později toho nezanechal, ale postupně v jeho tvorbě nabyly naprosté převahy práce dějepisné. Roku 1650 poslední švédské oddíly konečně opustily Čechy, Balbín byl týž rok vysvěcen na kněze, získal titul mistra svobodných umění a filozofie a na vlastní žádost se na několik příštích let stal misionářem.

### Misionářská činnost
Po skončení studií působil Balbín rok na Rychnovsku a rok na Žambersku jako misionář. Během této doby měl pro Církev získat do 1500 mužův. Poté byl přeložen na pedagogickou dráhu, protože prý u něj jeho nadřízení neshledávali horlivost ostatních misionářů.

### Pedagogická činnost
K pedagogické činnosti měl Balbín vynikající schopnosti. Byl výborným a svědomitým učitelem. Ve svých žácích se snažil podporovat lásku k vlasti a národu. Pedagogickou činností strávil celkem 13 let, vyučoval v Kladsku, Praze, Jindřichově Hradci, Brně, Českém Krumlově a Jičíně.
V roce 1661 byl zbaven oprávnění pracovat s mládeží a umístěn do svérázné izolace. Hrozilo mu i vyloučení z řádu. Tradičně historikové předpokládali, že šlo o následek nepřátelského postoje jeho nadřízených k Balbínovu vlastenectví, popřípadě obavy jeho nadřízených, že Balbínovy kroky popuzují významné šlechtice a dobrodince řádu. Historikové Jan Kučera a Jiří Rak vyslovili hypotézu, že důvodem mohla být Balbínova pedofilní, případně homosexuální orientace. Dostupné prameny ovšem nejsou nijak konkrétní a umožňují rozličné spekulace.

### Vlastenectví
Bohuslav Balbín bývá veřejností nezřídka vnímán v duchu havlíčkovských představ o jezuitech, tedy jako typického katolického kněze pobělohorské habsburské doby, která se snažila o germanizaci Čech.[zdroj?] Přitom Balbín si uvědomoval nebezpečí, které českému jazyku a kultuře hrozí,[zdroj?] a snažil se proti tomu bojovat.[zdroj?] V době svého misionářského a učitelského působení sbíral staré české knihy, listiny a jiné písemnosti nikoli za účelem spálení, ale k dokumentaci národní historie.[zdroj?] Např. ještě za svých studií teologie navštívil Balbín královskou knihovnu,[zdroj?] do níž byly před nedávnem převezeny rožmberské rukopisy z Třeboně.[zdroj?] Mezi nimi nalezl vzácný rukopis známý jako Chval Mariánských (Mariale Arnesti),[zdroj?] jehož autorem prý byl první pražský arcibiskup Arnošt z Pardubic.[zdroj?] Balbín navrhl, že rukopis přepíše, což mu bylo dovoleno.[zdroj?] Opisováním tohoto rukopisu se zabýval i v době švédského vpádu do Prahy, kdy byla celá královská knihovna Švédy zničena.[zdroj?] Díky Balbínovi se ze všech rukopisů zde uchovávaných zachránil jen Mariale Arnesti. Sám Balbín o tomto říká: „Kolik já sám zachránil jsem knih a rukopisů, které již odvezeny byly na pepř židovský!“ V dějepisné oblasti působil i na své žáky. Jako učitel byl Balbín oblíbený.[zdroj?] Uznával také autory, kteří kvůli svému vyznání museli emigrovat, např. Pavla Stránského a jeho dílo Respublica Bojema.
V roce 1645 v Třeboňském archivu také znovuobjevil významnou svatováclavskou Kristiánovu legendu "Život a umučení svatého Václava a jeho babičky svaté Ludmily".
Balbínovo vlastenectví se nelíbilo nadřízeným. Často napadal nejvyššího zemského úředníka, místodržitele Bernarda Ignáce Jana z Martinic. I proto musel později opustit Prahu. Bořita z Martinic a Bohuslav Balbín se vskutku neměli v oblibě. Bořita z Martinic totiž zastavil tisk Balbínova Výtahu z českých dějin, údajně z důvodů národních, politických a dynastických. Nejvyšší purkrabí nebyl trnem v oku jen Balbínovi. Např. i patriotická zemská aristokracie Bořitu obviňovala ze zrady české země. Bylo mu vytýkáno slabošství či přílišná ústupnost dvoru v otázkách hospodářských a společenských zájmů české šlechty.

### Dějepisecká činnost

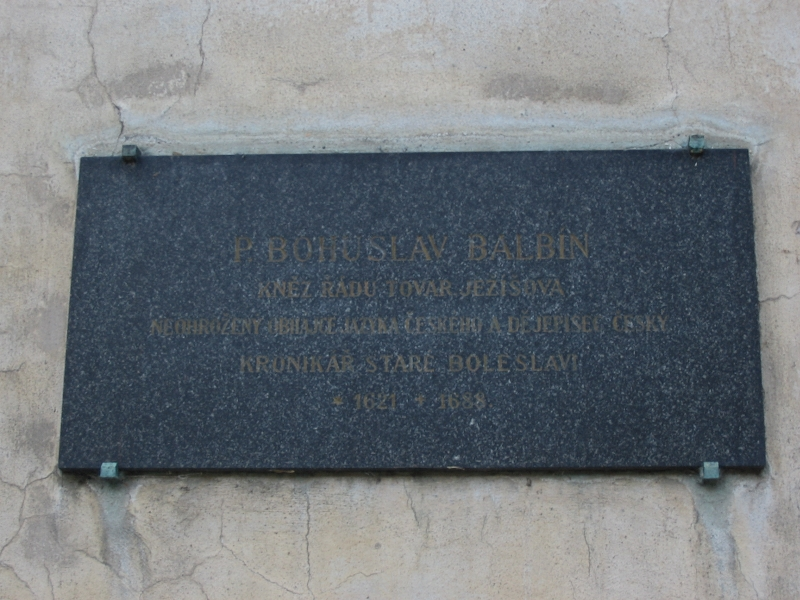
Pamětní deska připomínající Bohuslava Balbína na bazilice sv. Václava ve Staré Boleslavi

Po zákazu pedagogické činnosti ho jezuité pověřili, aby sepsal historii řádu v českých zemích, s tímto úkolem ale Balbín spokojen nebyl. Napsal jen část historie jičínské koleje a teprve v roce 1680 se k historii jezuitů vrátil spisem o dějinách pražské koleje.
Chtěl se raději věnovat českým dějinám. Napsal knihu Výtah z dějin českých (Epitome rerum Bohemicarum), která zahrnovala dobu od počátků křesťanství v Čechách do roku 1526. Dlouho bojoval s cenzurou (hlavně s nejvyšším purkrabím), aby Výtah mohl vyjít. Tím si však u nejvyšších církevních a státních míst nepolepšil, a byl přeložen do Klatov. V tomto, dá se říci vyhnanství, byl Balbín pod ochrannými křídly svého bývalého žáka Františka Oldřicha hraběte Kinského, prezidenta nad apelacemi. Mezitím byl Výtah poslán ke zkoumání do Říma ke generálovi řádu i do Vídně k císaři Leopoldu I. Cenzoři Výtahu vytýkali kritiku uherského krále Matyáše pro jeho nevděk vůči Jiřímu z Poděbrad a pro válku, kterou s Čechy na vyzvání papežovo vedl. Dále se cenzorům nelíbila Balbínova chvála Boleslava I., Karla IV. a Jiřího z Poděbrad, přičemž prý autor málo mluví o rodě rakouském. I Balbínovo odsouzení neúměrného zvyšování daní by mohlo být, dle mínění jednoho z cenzorů, nebezpečné. Konfliktní byl i jeho výrok v souvislosti s císařem a králem Ferdinandem II.: „Nepravdu psáti jsem se nenaučil, pravdu psáti se neodvažuji.“ Historicky je Výtah tak významný proto, že je přehledem dějin českých zemí od časných křesťanských dob do doby Balbínovy, přičemž Balbín tu využil obrovské množství známých i méně známějších českých i cizích pramenů.[zdroj?]
V Klatovech v rozmezí let 1672–1673 Balbín na popud svého přítele Tomáše Pešiny z Čechorodu napsal Rozpravu na obranu jazyka slovanského, zvláště pak českého (Dissertatio apologetica pro lingua Slavonica, praecipue Bohemica). Toto anonymně vydané, opět latinsky psané dílo se později stalo vzorem obrozeneckého úsilí, ve své době však bylo, stejně jako jiné Balbínovy spisy, zakázáno pro přílišné vlastenectví i údajné protivládní názory. Balbín zde hájí právo na vlastní jazyk, odsuzuje odrodilou šlechtu a nesouhlasí s vládní politikou, která odstraňuje český jazyk z úřadů, škol i kostelů. Dílo je zakončeno modlitbou, aby „svatý Václav nedal zahynouti nám i budoucím“. „Obrana“ byla vydána teprve v době národního obrození roku 1775 Františkem Martinem Pelclem, ale latinsky. Česky vyšly úryvky v roce 1850 ve Slovanu, později v Národě; celý spis vyšel česky roku 1869 v překladu Emanuela Tonnera. „Obrana“ je dnes Balbínův nejznámější spis.
V roce 1676 se Balbín konečně vrátil do Prahy. Výtah byl Římem shledán nezávadným, i císařský knihovník Petr Lambecius se o něm vyjádřil pochvalně a doporučil, aby se s vydáním již neotálelo. Dílo vyšlo v roce 1677.
O tři roky později vydává Bohuslav Balbín první díl svého hlavního díla – Rozmanitosti z historie Království českého (Miscellanea historica regni Bohemiae), Balbín plánoval celkem 30 svazků svých Rozmanitostí, ale do své smrti stihl dokončit pouze část a stačil vydat pouze 10 svazků. Dílo, ačkoli je napsáno v rekatolizačním duchu, vypovídá zcela jasně o Balbínově lásce k národu, vlasti a jejím dějinám.[zdroj?] Kniha první Liber naturalis pojednává o přírodopise země české. Kniha druhá Popularis je o jejich obyvatelích, kniha třetí Chorographicus o místopisu, v knize Hagiographicus neboli Bohemia sancta shrnul Balbín informace o 134 českých světcích, blahoslavených, mučednících a jejich zázracích. Následuje kniha Parochialis čili Sacer dotalis o farách a záduší, dále Episcopalis o pražském arcibiskupství, Regalis je o českých panovnících, a Epistolaris se zmiňuje o státoprávních listinách. Dvě knihy jsou věnovány genealogii české šlechty. Tento rodopis vydal podruhé spolu s vlastními dodatky roku 1770 Josef Diesbach.[zdroj?] Součástí Rozmanitostí je i Kniha o soudech a úřadech zemských království českého (Liber curialis seu de magistratibus et officiis curialibus regm Bohemiae). Pojednání o českém ptactvu v Rozmanitostech bývá jmenováno jako jedno z nejvýznamnějších českých historických ornitologických děl a Balbínův řádový bratr Jan Viktorín (Joannes Victorinus) bývá považován za prvního českého ornitologa. V Balbínově pozůstalosti byla nalezena práce o českých kulturních dějinách Učené Čechy (Bohemia docta). Učené Čechy náleží k Balbínovým nejzáslužnějším dílům, a to kvůli zachycení celé literární historie a dalších kulturních snah v Čechách.[zdroj?]
Bohuslav Balbín je také autorem knih o církevních dějinách, o životě Jana Nepomuckého i jiných svatých. Napsal dílo, v němž líčí popis a dějiny míst zasvěcených Panně Marii v zemích Koruny české. Spolu s přítelem a žákem Tomášem Pešinou z Čechorodu je Balbín autorem dnes už vžitého názvu Dalimilova kronika.[zdroj?] Balbínův životopis Jana Nepomuckého si také zaslouží být podrobněji zmíněn. Zasloužil se totiž o popularizaci Jana z Pomuku, významné osobnosti z doby Václava IV.[zdroj?] Bohuslav Balbín shromáždil existující prameny, pověsti i lidové zkazky, ze kterých vznikla nepomucká legenda.[zdroj?] Při heuristice Balbínovi pomohli především svatovítští kanovníci Tomáš Pěšina z Čechorodu a Jan Dlouhoveský.[zdroj?]
Nepomuckého životopis byl napsán pro velkou mezinárodní sbírku Životy svatých roku 1670.[zdroj?] Balbínovy legendy využila roku 1729 jako oporu papežská kanonizační bula. V případě posuzování životopisu Jana Nepomuckého z hlediska dějepisného je nutné si uvědomit, že Balbín sám se na své dílo díval jako na legendu, která se může volně doplnit.[zdroj?] Není to tedy striktně historický spis, což mu bylo později vytýkáno. I přes historické nepřesnosti, např. datum světcovy smrti, je však Balbínův spis důležitou českou památkou.[zdroj?]
Pro své žáky napsal Balbín roku 1655 sbírku epigramů Examen melissaeum (Včelí roj) a roku 1666 příručku poetiky a rétoriky Verisimilia humanorum disciplinarum, o jedenáct let později následovaný dílkem Auxilia poetices.{} Pro žáky je také určeno dílo Quaesita oratoria (Otázky řečnictví) z roku 1677. O životě arcibiskupa Arnošta z Pardubic pojednává kniha Vita venerabilis Arnesti primi archiepiscopi Pragensis z roku 1664. V Origines illustrissimorum comitum de Guttenstein, ubi refertur Vita B. Hroznatae zpracovává Balbín původ hrabat z Guttensteinu a dokazuje, že hrabata tohoto rodu pocházejí z rodu blahoslaveného Hroznaty[zdroj?]. Bohuslav Balbín psal i básně, vydal sbírku, pojmenovanou Examen melissaeum[zdroj?]. Poslední dokončenou prací Bohuslava Balbína je Život důstojného otce Mikuláše Leczyckého (Vita vener. P. Nicolai Lancicii)[zdroj?].
Veškerá Balbínova tvorba je charakterizována dvěma póly: pravověrným katolicismem a loajalitou k Habsburkům na jedné straně, srdečnou láskou k vlasti, jejímu jazyku a kultuře na straně druhé.[zdroj?]

### Závěr života

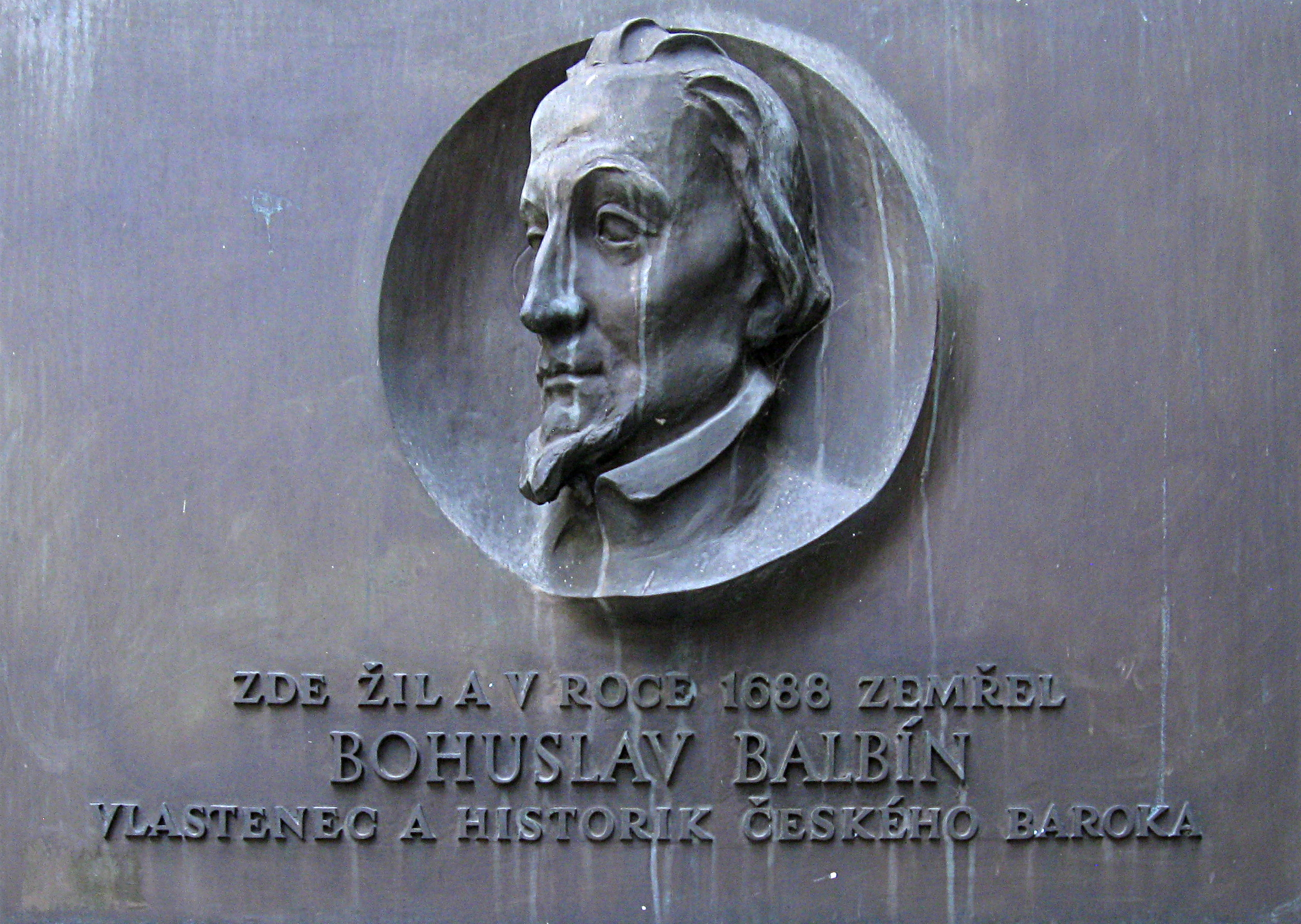
Pamětní deska na zdi Klementina

Pracoval až do posledního možného okamžiku, než byl roku 1687 stižen mrtvicí, ochrnul a mohl psát pouze levou rukou. Nakonec mu zbyla jen možnost využívat služeb písaře. Měsíc před smrtí si navíc stěžoval příteli na zhoršující se zrak a obával se oslepnutí.
Zemřel čtyři dny před svými 67. narozeninami dne 29. listopadu 1688 okolo osmé hodiny večerní. Je pochován v kryptě kostela sv. Salvátora v Praze.

## Souhrn díla
Psal výhradně latinsky. Uvědomoval si svízelnou situaci českého národa a literatury a snažil se ji řešit. Snažil se psát proti necitlivé rekatolizaci a germanizaci, za tyto názory byl pronásledován.
- Legatio Apollinis coelestis ad universitatem Pragensem etc. – vydáno při příležitosti korunovace Ferdinanda IV. českým králem (1646). Za tento spis byl poslán do „vyhnanství“ do Klatov.
- Epitome rerum Bohemicanum – Výtah z dějin českých
- Dissertatio apologetica pro lingua Slavonica, praecipue Bohemica – Rozprava na obranu jazyka slovanského, zvláště pak českého. Známé též pod názvem Balbínova obrana. Přesvědčuje zde o schopnosti češtiny a snaží se o její vzkříšení. Toto dílo za Balbínova života tiskem nevyšlo, šířilo se opisem. Poprvé je vydal až František Martin Pelcl, latinsky, v roce 1775.

Dále vydal popis tří hlavních poutních míst v Českém království, zasvěcených zázračným sochám Panny Marie:
- Diva Vartensis – v dolním Slezsku ve Vartě
- Diva Turzanensis – v Tuřanech na jižní Moravě (Kostel Zvěstování Panny Marie)
- Diva Montis Sancti – Svatá Hora u Příbrami (na knize spolupracoval Jiří Kruger)

Díla historická, politická a životopisná:
- Origines Comitibus de Guttenstein – původ hrabat z Guttenštejna
- Vita venerabilis Arnesti – život arcibiskupa Arnošta z Pardubic
- Miscellanea historica regni Bohemiae – Směs rozprav o dějinách českých, vycházelo od roku 1679. Dílo bylo rozvrženo do dvou částí, z nichž každá měla mít deset knih. Některé části vyšly až po jeho smrti.
  - I. část (dekáda)
    - Liber naturalis – o přirozené povaze země České, čili o přírodopise země České
    - Liber popularis – o obyvatelích
    - Liber chorographicus – místopis
    - Liber hagiographicus – též Bohemia sancta – o svatých
    - Liber parochialis – též Sacer dotalis – o farách
    - Liber episcopalis – o pražském arcibiskupství
    - Liber regalis – o panovnících
    - Liber epistolaris – sbírka listin
    - Bohemia docta – Učené Čechy, vyšlo až roku 1777, zabývá se zde českými kulturními a literárními dějinami

  - II. část (dekáda) nebyla napsána celá
    - První dvě knihy jsou věnovány genealogii české šlechty
    - Liber curialis seu de magistratibus et officiis curialibus regni Bohemiae – Kniha o soudech a úřadech království českého

Učebnice:
- Quaesita oratoria
- Verisimilia humaniorum disciplinarum

Poezie:
- Examen Mellisaeum – doslova Roj včel, sbírka satirických epigramů

Dostupné online:
- BALBÍN, Bohuslav. Život svatého Jana Nepomuckého, pražského chrámu metropolitního u sv. Víta kanovníka, kněze a mučedníka. Stará Říše na Moravě: Antonín Ludvík Stříž, 1914. Dostupné online.

## Nová vydání
- BALBÍN, Bohuslav. Bohuslava Balbína Rozprava na obranu jazyka slovanského, zvláště pak českého. [s.l.]: Spolek pro vydávání laciných knih českých, 1869. 152 s. Překlad Emanuel Tonner
- BALBÍN, Bohuslav. Život svatého Jana Nepomuckého, pražského chrámu metropolitního u sv. Víta kanovníka, kněze a mučedníka. [s.l.]: Antonín Ludvík Stříž, 1914. 79 s. Překlad Antonín Ludvík Stříž
- BALBÍN, Bohuslav. Krásy české země. [s.l.]: Památník národního písemnictví, 1970. 56 s.
- BALBÍN, Bohuslav. Krásy a bohatství české země. [s.l.]: Panorama, 1986. 352 s. Překlad Helena Businská, úvodní studie Zdeňka Tichá
- BALBÍN, Bohuslav. Pamětní nápis. [s.l.]: Vyšehrad, 1988. 148 s. Překlad Josef Hejnic
- BALBÍN, Bohuslav. Rozprava krátká, ale pravdivá. [s.l.]: Odeon, 1988. 214 s. Překlad Milan Kopecký
- BALBÍN, Bohuslav. Rukověť humanitních disciplín. Praha: Koniasch Latin Press, 2006. 696 s. ISBN 80-85917-75-0.
- BALBÍN, Bohuslav. Tuřanská Madona, neboli, Historie původu a zázraků veliké matky Boha i lidí Marie, jejíž ctihodná socha, nalezená v trní blízko Brna, označená nebeským světlem, je velkými zástupy lidí uctívána, nyní poprvé důst. p. Bohuslavem Aloisem Balbínem z Tovaryšstva Ježíšova sepsaná léta 1658 s povolením představených. Brno: Facta Medica, 2010. 267 s. ISBN 978-80-904260-8-5.
- BALBÍN, Bohuslav. Rozmanitosti z historie Království českého. Praha: Academia, 2017. 616 s. ISBN 978-80-200-2637-8. Z latiny přeložil Jiří A. Čepelák, edičně připravil Stanislav Komárek, komentáři opatřili Stanislav Komárek, Václav Cílek a Jiří A. Čepelák.